# Облога Егера (1552)
Облога Егера відбулася у 1552 році. Егерський замок взяла в облогу турецька армія на чолі з Кара Ахмед-пашею та Соколлу Мехмед-пашею. Результат облоги — перемога угорців на чолі з Іштваном Добо.

## Передумови
У 1526 році внаслідок битви при Могачі Угорщина перейшла під владу Османської імперії. Проте частина країни, переважно Північна Угорщина, були зайняті Габсбургами. Там зосередилися сили угорських визволителів. Надалі Османська імперія намагалася приєднати до себе ці володіння, до яких належало місто Егер.
У 1541 році відбулася одна зі спроб ерцгерцога Фердинанда завоювати усю Угорщину і підкорити її Габсбургам, проте вона була невдалою.
У 1552 році османи здобули фортеці Тімішоара та Сольнок. Після цього вони звернули увагу на місто Егер на півночі Угорщини, яким володіли Габсбурги. До того ж, Егер був важливим пунктом, з якого починалися дії угорських визволителів. Егер захищав решту Північної Угорщини, зокрема місто Кошиці, з якого надходила величезна кількість срібла та золота. Тому взяття Егера було доцільним як економічно, так і політично.

## Егерський замок
Егерський замок розташований на схід від міста на пагорбі. З нього добре спостерігати ситуацію на південь та захід від міста. Замок добре укріплений. Він складається з двох частин — внутрішньої та зовнішньої. Замок має шість бастіонів. Стіни фортеці залягали глибоко в землю, через що жодна зі спроб за допомогою тунелів і пороху підірвати замок не були вдалими.

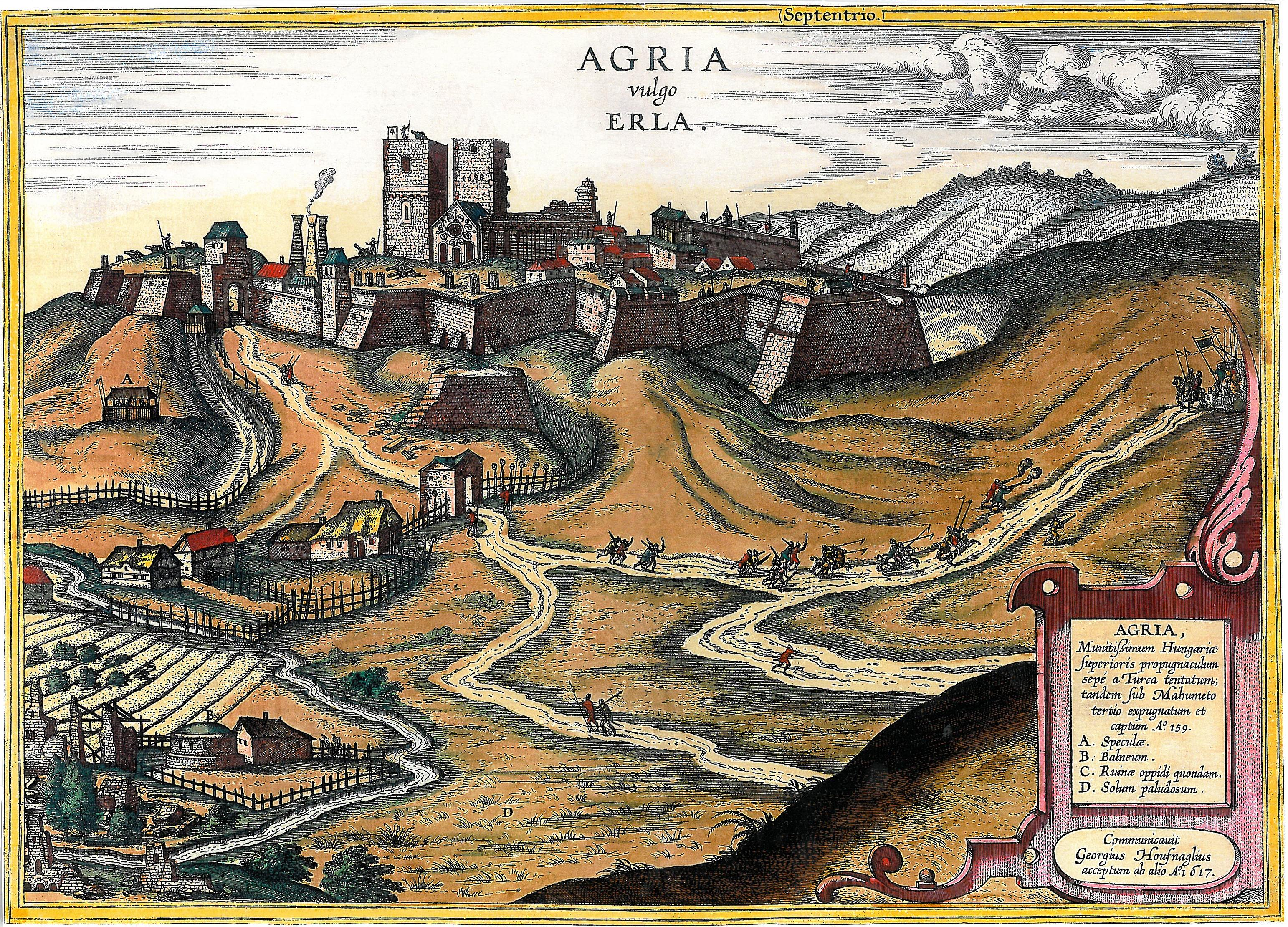
Егерський замок у XVI столітті
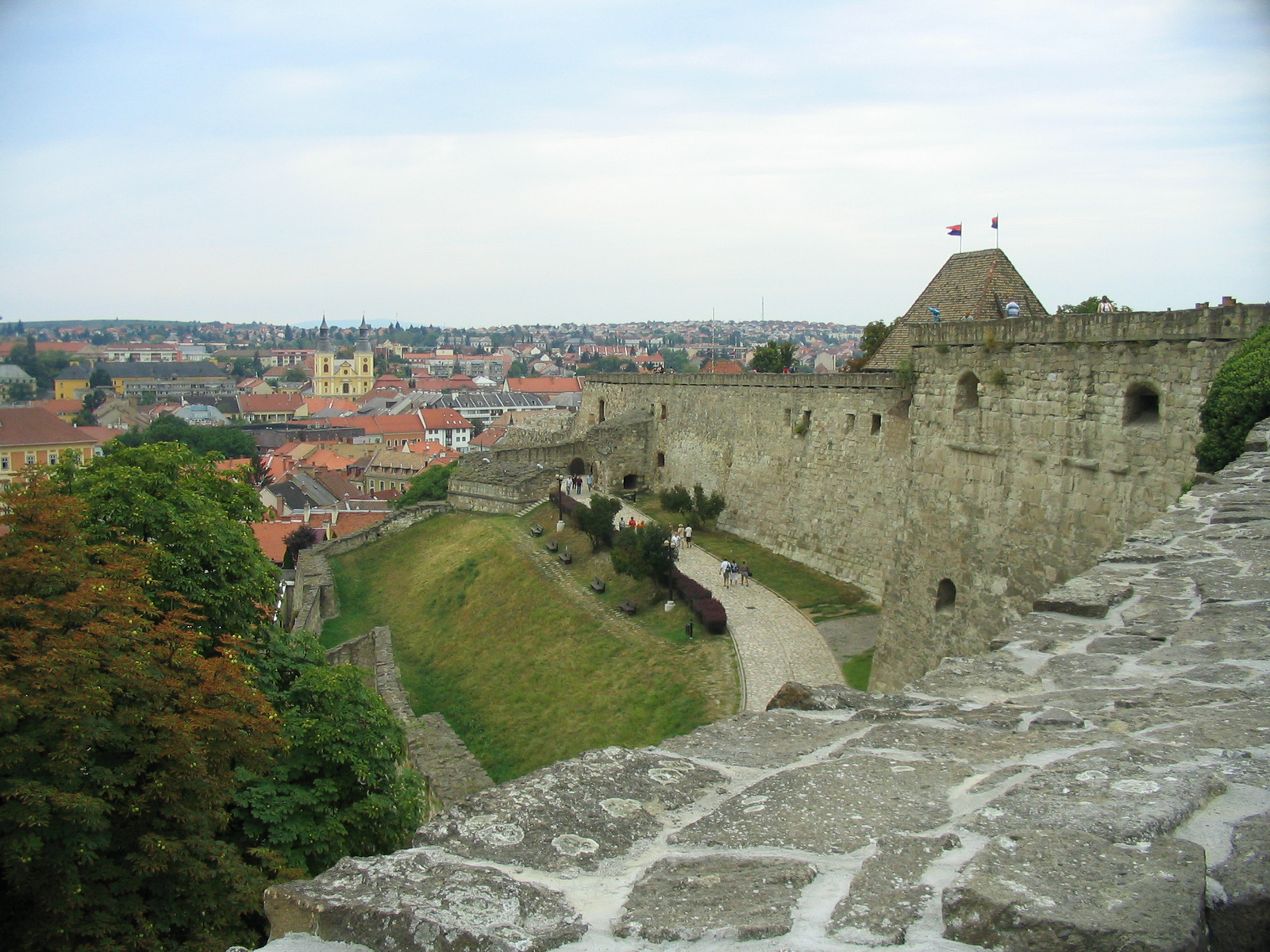
Стіни замку
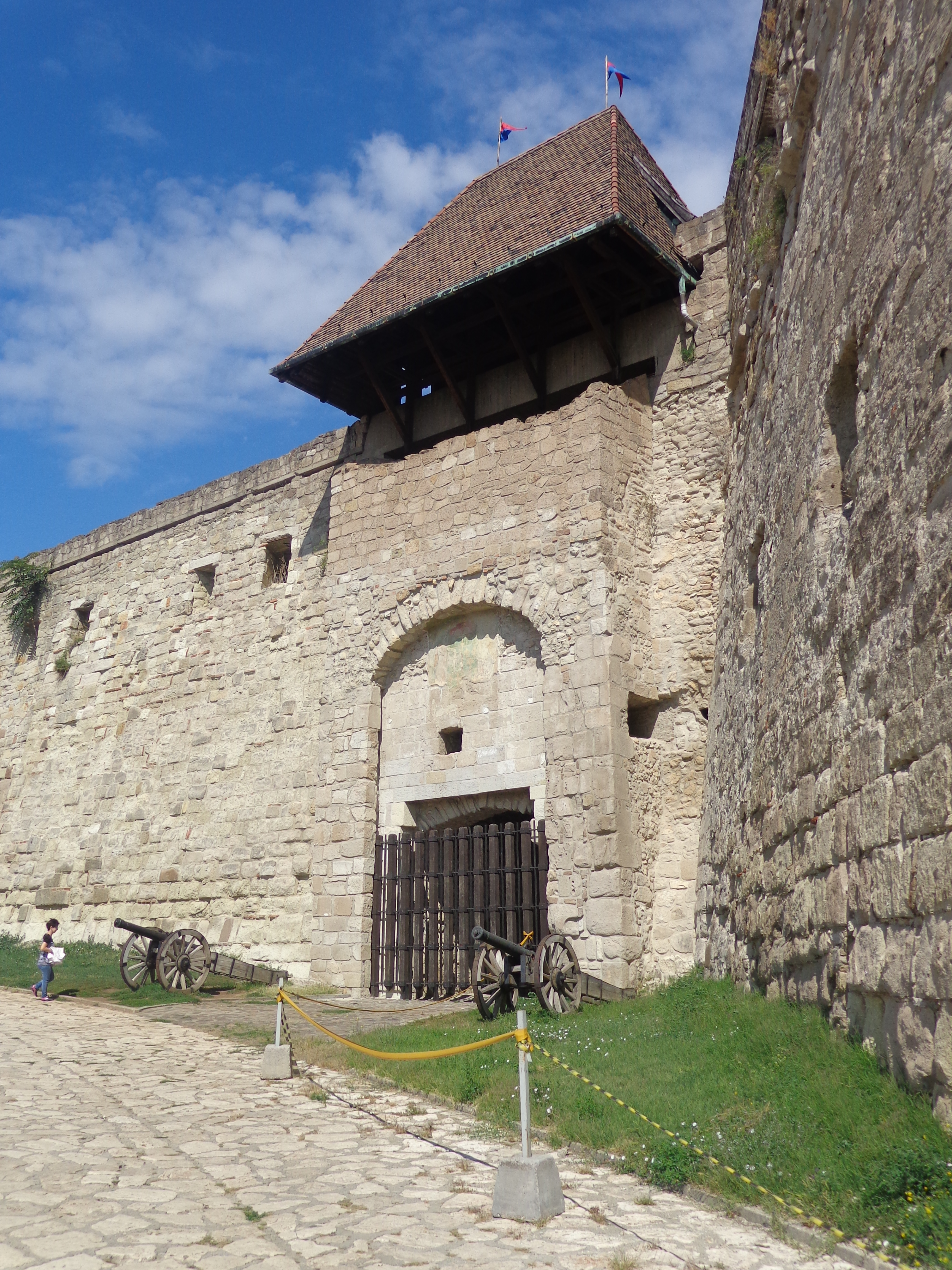
Брама замку

## Облога

### Сили

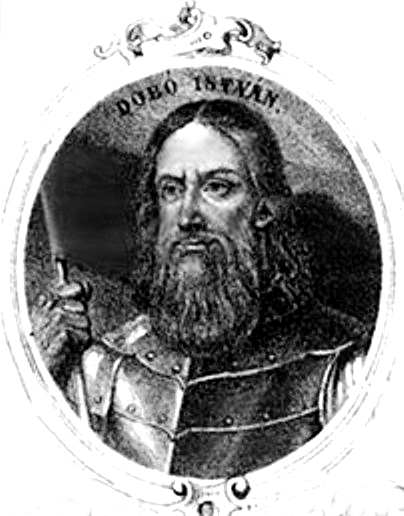
Іштван Добо — командувач захисників Егера

Для взяття Егера османський султан Сулейман I Пишний направив військо на чолі з Кара Ахмед-пашею та Соколлу Мехмед-пашею. До них приєднався загін бейлербея Буди Хадима Алі-паші. Загальні сили османів становили від 30 до 40 тисяч осіб.
Місто обороняв гарнізон Егерського замку на чолі з Іштваном Добо. Сили захисників становили 2100—2300 воїнів. Однією з відмінностей облоги було дієве використання захисниками вибухової зброї. Угорські воїни атакували нападників примітивними гранатами, бомбами у вигляді порохових бочок, а також млиновими колесами, які вони начинювали димним порохом і скочували в лави османів. Порох не просто вибухав, а розпалював ще більше вогню.

### Перебіг

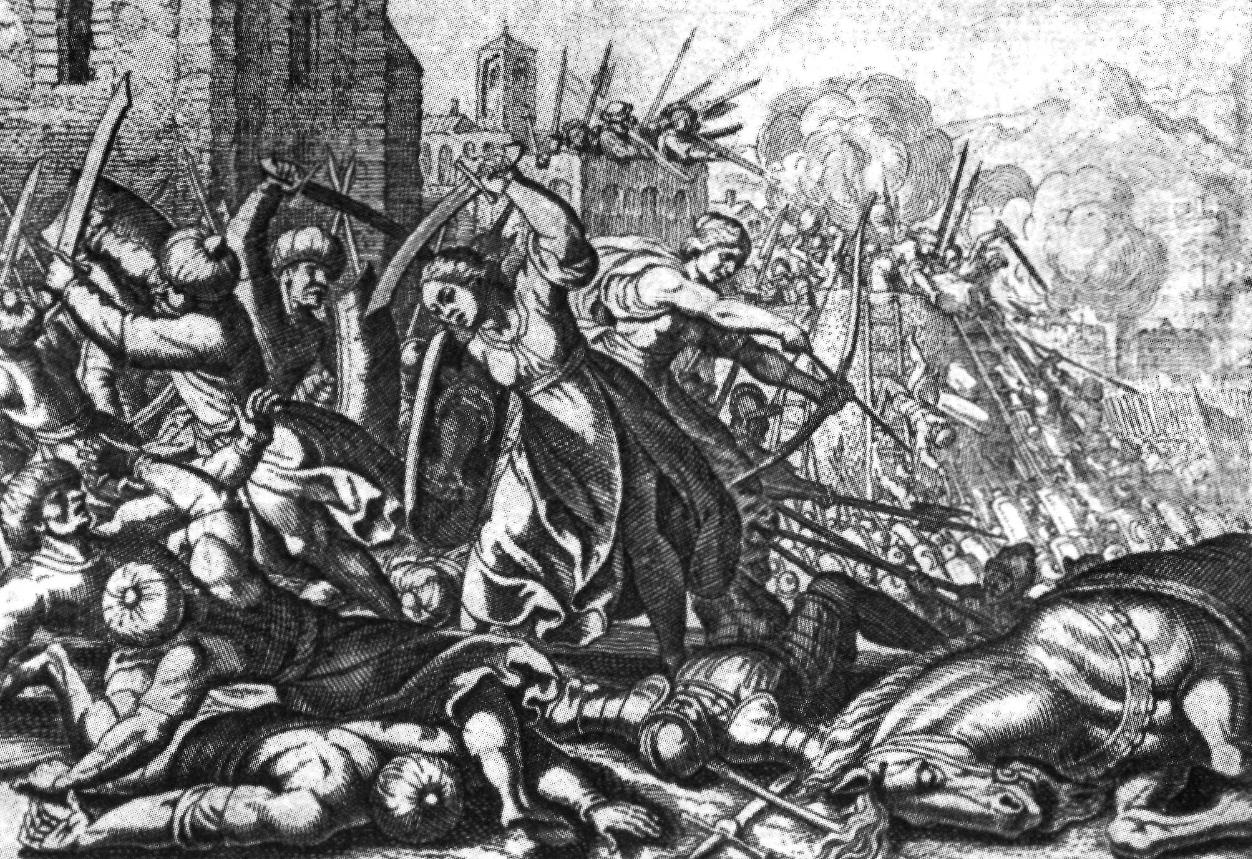
Жінки Егера під час облоги

Османське військо підійшло до Егера 9 вересня 1552 року. За допомогою 16 важких та 150 менших гармат османи почали обстріл замкових стін. Захищали місто за допомогою 6 великих та десятка менших, а також 300 окопних гармат.
Починаючи з 17 вересня протягом 12 днів османи безперервно обстрілювали фортецю. 29 вересня внаслідок штурму було захоплено замкову вежу. Тоді ж за наказом Іштвана Добо її було зруйновано захисниками власними гарматами.
Другий штурм Егерського замку почався 4 жовтня, коли вибухнула більша частина пороху, який зберігався у фортеці. Штурм був невдалим.
Ранні морози, хвороби, голод погіршували становисько османів. 12 жовтня відбувся третій штурм замку, який також закінчився поразкою. Під час боїв угорський гарнізон відчайдушно боронив замок. Четвертий штурм відбувся 13 жовтня. Османи зазнали дуже великих втрат. Через це у таборі турків відбувся яничарський бунт. Яничари виступали проти подальшої облоги через усі негативні обставини, що склалися навколо них. Перевезенням тіл загиблих османських воїнів займалися три дні.
18 жовтня відступили сили Кара Ахмед-паші та Соколлу Мехмед-паші. Наступного дня відступив Хадим Алі-паша.

## У культурі

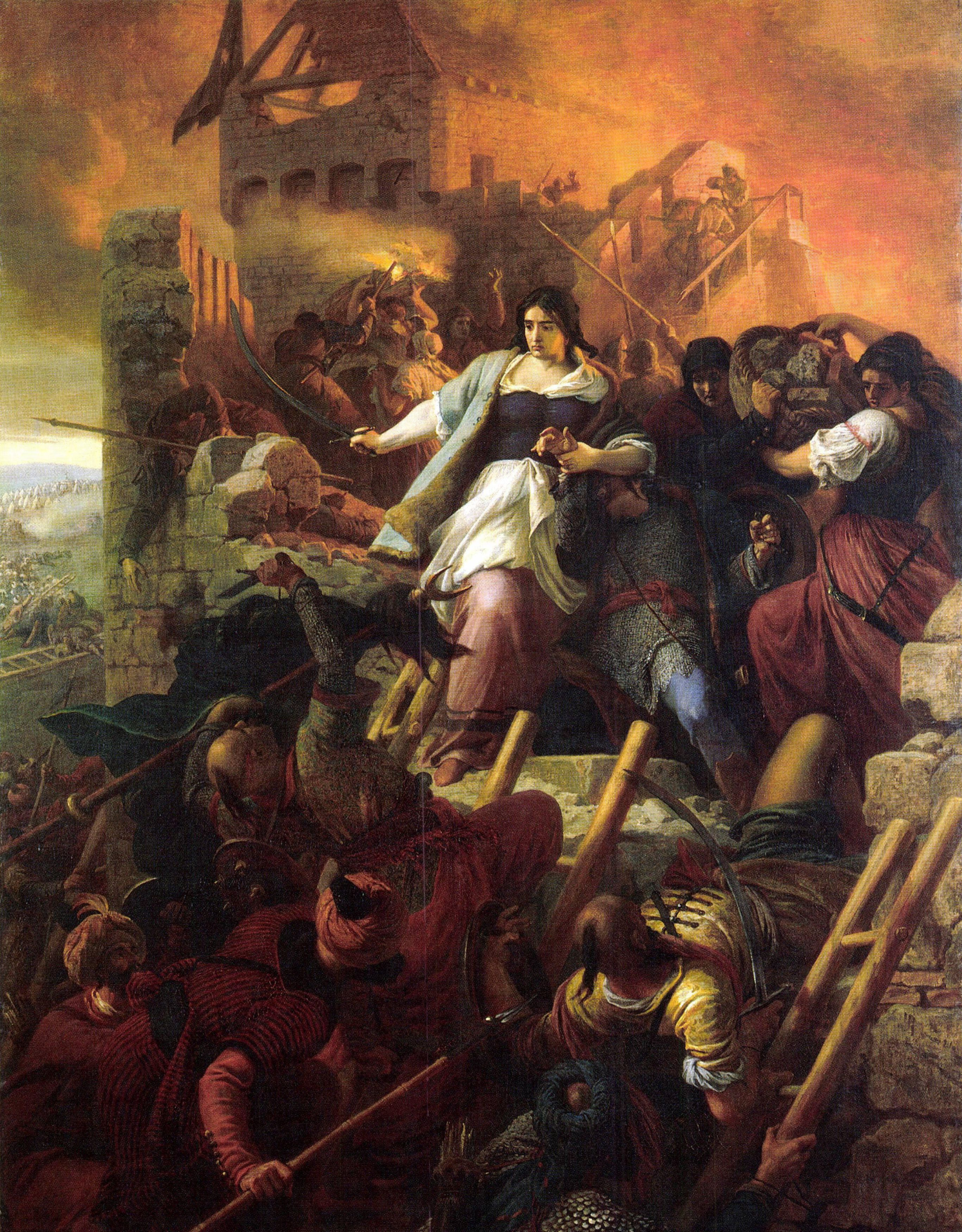
Жінки Егера. Художник Берталан Секей, 1867

- Угорський історик і письменник Геза Гардоні написав роман «Зірки Еґера» про облогу міста[8].
- У 1968 році роман Гардоні був екранізований режисером Золтаном Варконі.
- Художник Берталан Секей написав картину «Жінки Егера», уславлюючи подвиги жінок під час облоги міста.